# Aphelinus gossypii
Aphelinus gossypii är en stekelart som beskrevs av Timberlake 1924. Aphelinus gossypii ingår i släktet Aphelinus och familjen växtlussteklar. Inga underarter finns listade i Catalogue of Life.